# Snårsmyg
Snårsmyg (Acanthornis magna) är en fågel, som placeras som ensam art i släktet Acanthornis, inom familjen taggnäbbar och ordningen tättingar.

## Utseende
Snårsmygen är en liten och kompakt fågel med nedåtböjd näbb. Ovansidan är brun med ett litet vitt vingband, undersidan ljus med olivgrön anstrykning på flankerna. Vidare har den grått ansikte med en smal vit ögonring. Liknande tasmanbusksmygen är brunare, större och har ett kraftig ögonbrynsstreck. 

## Utbredning och systematik
Snårsmygen delas in i två underarter med följande utbredning:
- Acanthornis magna magna – förekommer på Tasmanien, utom i de norra delarna.
- Acanthornis magna greeniana – förekommer på King Island i Bass Strait.

## Levnadssätt
Snårsmygen förekommer i fuktiga skogar. Den lever likt en trädkrypare och klättrar uppför stammar och grenar på jakt efter små ryggradslösa djur.

## Status och hot
Trots det begränsade utbredningsområdet och det faktum att den minskar i antal anses beståndet vara livskraftigt av internationella naturvårdsunionen IUCN.